# Opstand van de Irmandiños

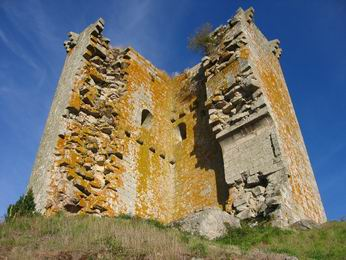
Kasteel van Sandiás, in 1467 door de Irmandiños verwoest

Irmandiños is de naam voor de leden van de broederschappen die in de loop van de 15e eeuw, in Galicië (Noord-Spanje), in opstand kwamen tegen de feodale heersers. 

## Naam
De term Irmandiños ontstond pas in de 20e eeuw toen het woord hermandinos (leden van een broederschap) vanuit het Castellaans in het Galicisch werd vertaald. Dit vanuit het opkomende galeguismo, de politiek-culturele beweging die streefde naar het behoud van eigen taal en cultuur.
De historische bronnen hebben het wel over de broederschap, de Santa Irmandade do Reino de Galicia, maar aan de leden werd gerefereerd als pueblos y gente commun, dorpen en gewone mensen en in een enkel geval als hermanos, het Castellaanse woord voor broeders.

## Ontstaan van de broederschappen
De broederschappen werden gevormd door de burgerij, maar ook door boeren en lagere adel en geestelijkheid. Ze waren het antwoord op de tirannieke uitbuiting door de hogere landadel en de hogere geestelijkheid. Vanuit hun burchten onderdrukte de adel boeren en burgers met zware belastingen. Landgoederen en boerderijen werden door hen geplunderd en er wordt zelfs verhaald van pelgrims en reizigers die door edelen worden overvallen en beroofd.

## De opstanden
De eerste broederschap stamt uit het jaar 1431 en was genaamd Fusquenlla. Deze broederschap ontstond als reactie op de extreme hardheid waarmee de edelman Nuño Freire van Andrade, bijgenaamd O Mao (in het Nederlands: De Slechte), zijn vazallen behandelde. De Irmandade Fusquenlla onder leiding van Roi Sordo vernielde kastelen in Betanzos, Puentedeume, Lugo en Mondoñedo en verdween daarna dankzij interne ruzies.
In 1451 vond de eerste opstand plaats waarbij burchten van de hogere adel werden vernield, in de rías van Pontevedra en die van Arousa. 
De grote opstand van 1467-1469 nam de vorm aan van een ware burgeroorlog. De bevolking was de jaren voorafgaand aan de opstand geteisterd door slechte oogsten en door de pest. 
In de twee jaar die de opstand duurde vernietigden de Irmandiños 130 kastelen, burchten en andere versterkingen. Volgens documenten van de rechtszaak tussen Juan Pardo de Tavera en Alonso III de Fonseca, daterend uit 1526 en 1527, groeide het aantal opstandige inwoners tot 80.000. 
Een deel van de Galicische adel nam tijdens de opstand de vlucht naar Portugal of naar andere delen van Spanje. 
In 1469 begon de edelman Pedro Madruga vanuit Portugal de tegenaanval. Een tweede leger viel Galicië binnen vanuit Salamanca, geleid door aartsbisschop Alonso II de Fonseca en Juan Afonso Pimentel, en een derde leger onder leiding van de graaf van Lemos, Pedro Álvarez Osorio, trok op vanuit Ponferrada. De drie legers kwamen ten slotte in de buurt van Santiago de Compostella samen. Pedro Alvarez de Soutomaior nam bij verrassing de aanvoerder van de Irmandiños gevangen, Juan Pimentel trok vervolgens naar Lugo om zich daar meester te maken van deze stad. 
Uiteindelijk leidde dit tot de nederlaag van de Irmandiños. In deze steden A Coruña, Pontedeume, Viveiro, Ribadavia, Lugo en Mondoñedo bleven leden van de broederschap verzet bieden tot in 1470 en 1471.

## Sociale context
De aanvoerders van de Irmandiños behoorden meest tot de lagere adel, of tot de hogere burgerij. De sociale revolte werd gesteund door de koning Hendrik IV van Castilië. Deze steun was belangrijker in moreel dan in materieel opzicht. Ook werden de Irmandiños gesteund door de lagere geestelijkheid en adel, die waarschijnlijk net zoveel te lijden had van de plunderingen en berovingen door de feodale heersers als de boeren en burgers.
Besluiten werden genomen in grote vergaderingen, waar leiders en vertegenwoordigers werden gekozen. 
De sociale opstand in Galicië is vooral interessant omdat ze massaal door de bevolking werd ondersteund. Ook in andere delen van Spanje, zoals in Aragón en het Baskenland kwamen broederschappen voor, maar deze slaagden er niet in het gezag van de feodale adel te breken.
Uiteindelijk lukte dit in Galicië ook niet. De onderdrukking was aan het eind van de opstanden zo mogelijk nog erger dan daarvoor.
Rond 1480 wisten het Katholieke koningspaar Ferdinand II van Aragón en Isabella I van Castilië wel een manier te vinden om de macht van de adel aan banden te leggen. Ze institutionaliseerden de broederschap, de Santa Hermandad. Deze broederschap wordt in de literatuur aangeduid als de Heilige Broederschap van het Koninkrijk van Galicië (in het Galicisch: Santa Irmandade do Reino de Galicia). In 1482 verzamelde deze broederschap zich in Santiago de Compostella. Daarbij werden 24 artikelen opgesteld die daarna aan Ferdinand en Isabella gepresenteerd werden.